# لوئیس کاپالدی
لوئیس کاپالدی (انگلیسی: Lewis Capaldi؛ زادهٔ ۷ اکتبر ۱۹۹۶) خواننده-ترانه‌پرداز اهل بریتانیا است. وی از سال ۲۰۱۳ میلادی تاکنون مشغول فعالیت بوده‌است.
او دارای نوعی معلولیت و بیماری نادر به نام سندرم تورت  است که موجب ایجاد تیکهای حرکتی و گاها عدم توانایی در خواندن میشود که علیرغم وجود چنین معلولیتی هرگز دست از  خوانندگی بر نداشته است.